# Sanfotsi
Sanfotsi (kinesisk: 三 佛 齊; pinyin: Sānfóqí), også skrevet som Sanfoqi, var en velhavende handelsvælde i Sydøstasien nævnt i kinesiske kilder dateret fra Song-dynastiet omkring det 12. århundrede. I 1918 konkluderede George Cœdès, at kinesiske former for San-fo-ts'i (Sanfoqi), Fo-ts'i (Foqi), Fo-che (Foshi), Che-li-fo-che (Shilifoshi) modsvarede arabisk sribuza, der kan rekonstrueres som Śribhoja, alle er navne der henviser til Srivijaya-imperiet, der ligger i Palembang, Sydsumatra, i det nuværende Indonesien.
Ifølge kinesiske kilder var Sanfotsi et imperium, der kontrollerede mange områder i Malaccastrædet, det østlige Sumatra og på Malayahalvøen. Det var angiveligt et stort thalassokrati styret af en overkonge, der udøvede suverænitet over flere stater, der var lydstater under Sanfotsi. Selv om nogle betragter Sanfotsi som henvisende til selve Palembang, mener andre forskere, at dets territoriale udstrækning var større.

## Omtale i kilder
Sanfotsi som stat er omtalt i mange skriftlige kilder, hvoraf hovedparten er fra kinesiske kilder som de kinesiske annaler, Chu-fan-chi skrevet af Chau Ju-kua og Ling-wai Tai-ta af Chou K'u-fei (Kinesisk: 周 去 非; pinyin: Zhōu Qùfēi; Wade-Giles: Chou Ch'ü-fei). Uddrag her oversat af Hirth og Rockhill:

### Chu-fan-chi
"Sanfotsi ligger mellem Chon-la (Cambodja) og She-po (Java). Dens styre strækker sig over femten chou (provinser eller byer). Det ligger lige syd for Tsu'an-chou.
Om vinteren, med monsunen, sejler du lidt mere end en måned og kommer så til Ling-ya-mon, hvor en tredjedel af de forbipasserende købmænd sejler ind, før de kommer ind i Sanfotsis land.
En stor del af befolkningen hedder P'u. Folkene lever enten spredt uden for byen eller på vandet på flåder af brædder, der er dækket af rør, og disse er fritaget for beskatning.
De er dygtige til at kæmpe på land eller vand. Når de er ved at forberede krig mod en anden stat, samles de og sender en sådan styrke som forholdene kræver. De udnævner førere og ledere, og alle leverer deres eget militærudstyr og de nødvendige forsyninger. Når de møder fjenden og trodser døden, har de ikke deres ligestillede blandt andre nationer.
I det meste af året er klimaet varmt, og der er kun lidt koldt vejr. Deres husdyr er meget ligesom dem i Kina.
De har vin fremstillet af blomster, kokosnødder og vin af betelnødder og honning, alle gærede, men uden nogen form for gær, men de er så berusende at drikke."

### Ling Wei-tai-ta
"Sanfotsi ligger i det sydlige Ocean (Sydkinesiske Hav). Det er den vigtigste anløbshavn for udlændinge på deres sejlruter fra landene Toupo i øst og fra landene i Ta-shi (araberne) og Ku-lin (Quilon) mod vest; de sejler alle igennem landet på vej til Kina.
Landet har ingen naturlige produkter, men folk er dygtige til at kæmpe. Når de forbereder sig til at kæmpe, dækker de deres kroppe med et lægemiddel, der forhindrer sværd i at såre dem. Ved kamp på land eller på vand overgår de dem ikke i angreb af angreb; selv ku-lin folk kommer efter dem. Hvis noget udenlandsk skib, der passerer dette sted, ikke skulle sejle i havn her, vil en væbnet flåde sikkert komme ud og dræbe dem til sidste mand.
Dette land har en stor forretning af næsehorn, elefanter, perler og medicinske aromater. Det er en skik hos dette folk at gøre træflåder til at flyde på vandet og leve på dem."

## Fortolkninger
Den etablerede teori har konkluderet, at Sanfotsi er identisk med Srivijaya. Srivijaya blev omtalt i ældre kinesiske kilder som Shi-li-fo-shi (室 利 佛 逝, også forkortet som fo-shi), hvilket er en omtrentlig fonetisk gengivelse, men ændret til San-fo-qi i slutningen af Tang-dynastiet. San betyder "tre" på kinesisk, derfor kan udtrykket læses som "de tre vijayaer" (nærmest: bystater); dette er blevet foreslået som kinesisk anerkendelse af, at det ikke var et centraliseret imperium på noget tidspunkt i dets historie.
Andre historikere forsøgte dog at henlægge dets beliggenhed til et andet sted. Den filippinske historiker Paul Kekai Manasala har foreslået, at Sanfoqi henviser til, at det var et førspansk filippinsk statsnavn Sambali. Han hævdede, at kilderne antyder, at Sanfotsi var placeret syd for Kina og faktisk var syd for havnen i Tsuan-chou. Da Filippinerne er det eneste område, der ligger lige syd for havnen i Tsuan-chou og har flere stednavne som Lingmayon (Lingayen ) og Poni (Panai), der kan passe til nogle af stednavne i kilderne, kan det derfor passe til beskrivelsen.
Nogle thailandske historikere, som Chand Chirayu Rajani, som er enig i identificeringen af Sanfoqi med Srivijaya, mener, at det henviser til Chaiya-distriktet i Thailand i stedet for til Palembang.